# August von Lützow
Baron August Friedrich Ulrich von Lützow (13. prosince 1795, Schwerin, Meklenbursko, Německo – 14. srpna 1872, Karlovy Vary) pocházel z Meklenburska, od roku 1846 dosídlenec Karlových Varů, podivín, štědrý mecenáš, podporovatel mnohých dobročinných akcí a pomocník chudým.

## Život
August von Lützow pocházel z Meklenburska v Německu. Jeho strýc byl zakladatelem dobrovolnických sborů, tzv. Lützow Freikorps. Tyto oddíly o velikosti tři tisíce mužů napadaly v době napoleonských válek v týlu francouzská vojska. Bojovaly až do příměří v roce 1813. Většina mužských příbuzných v rodině barona dosáhla v pruské armádě vysokých hodností. Jeho však více než kariéra v armádě lákalo obchodování.
V roce 1830 se oženil. Jeho žena Helena Wilhelmina Henrietta Adolfine von Levetzow mu přinesla velké věno. Zemřela však krátce po porodu syna Otta dne 5. června 1832. Osamělý 45letý baron Lützow odejel v roce 1840 do Karlových Varů, aby se zde léčil. Lázně ho okouzlily, dům v Německu prodal a roku 1846 se do Karlových Varů natrvalo přestěhoval, především kvůli blahodárnému účinku místních termálních pramenů na jeho bolestivou dnu. Přestože byl karlovarským dosídlencem, stal se na dalších 26 let štědrým mecenášem. Byl bohatý a měl smysl pro dobročinnost.
Byl velmi uměnímilovný, umění rozuměl a sám vynikal uměleckým talentem. Nadšeně sbíral umělecké předměty. Též byl znám láskou ke zvířatům a vlastnil mnoho zajímavých plastik zvířat, převážně od svého přítele, slavného berlínského sochaře Augusta Kisse.
Byl též znám neustálými názorovými neshodami s karlovarskými radními. Často je provokoval, hlavně když byl přesvědčen, že nekompetentností škodí městu. Nakonec však dostal v roce 1853 od pánů radních čestné občanství města.
Baron von Lützow zemřel v srpnu 1872. Jako evangelík byl pohřben na evangelickém hřbitově v Drahovicích, který sám založil. Jeho pohřeb dne 19. srpna 1872 byl v Karlových Varech velkou událostí a také dnem smutku pro celé město.

## V Karlových Varech

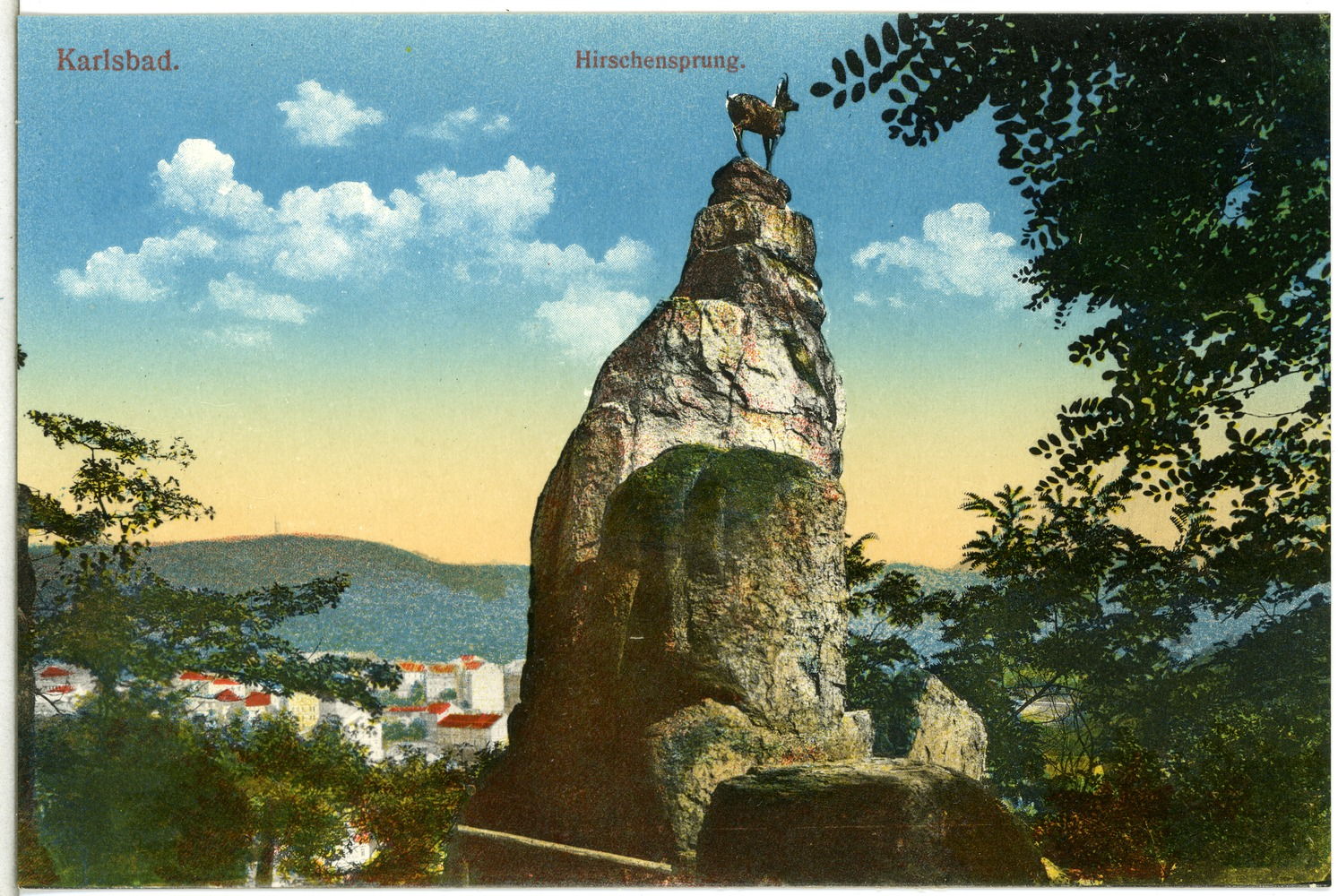
Kamzík, 1913

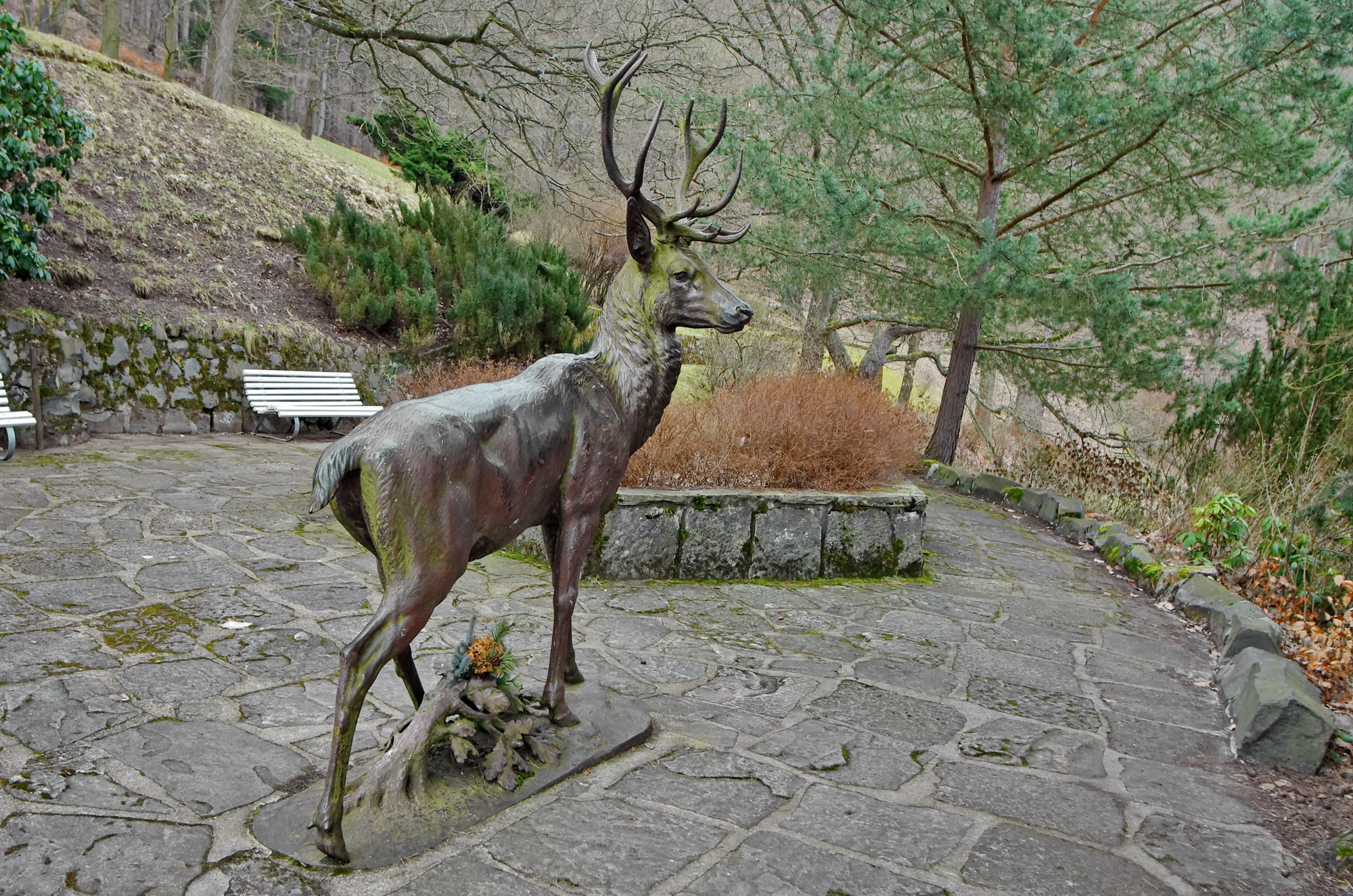
Jelen, 2016

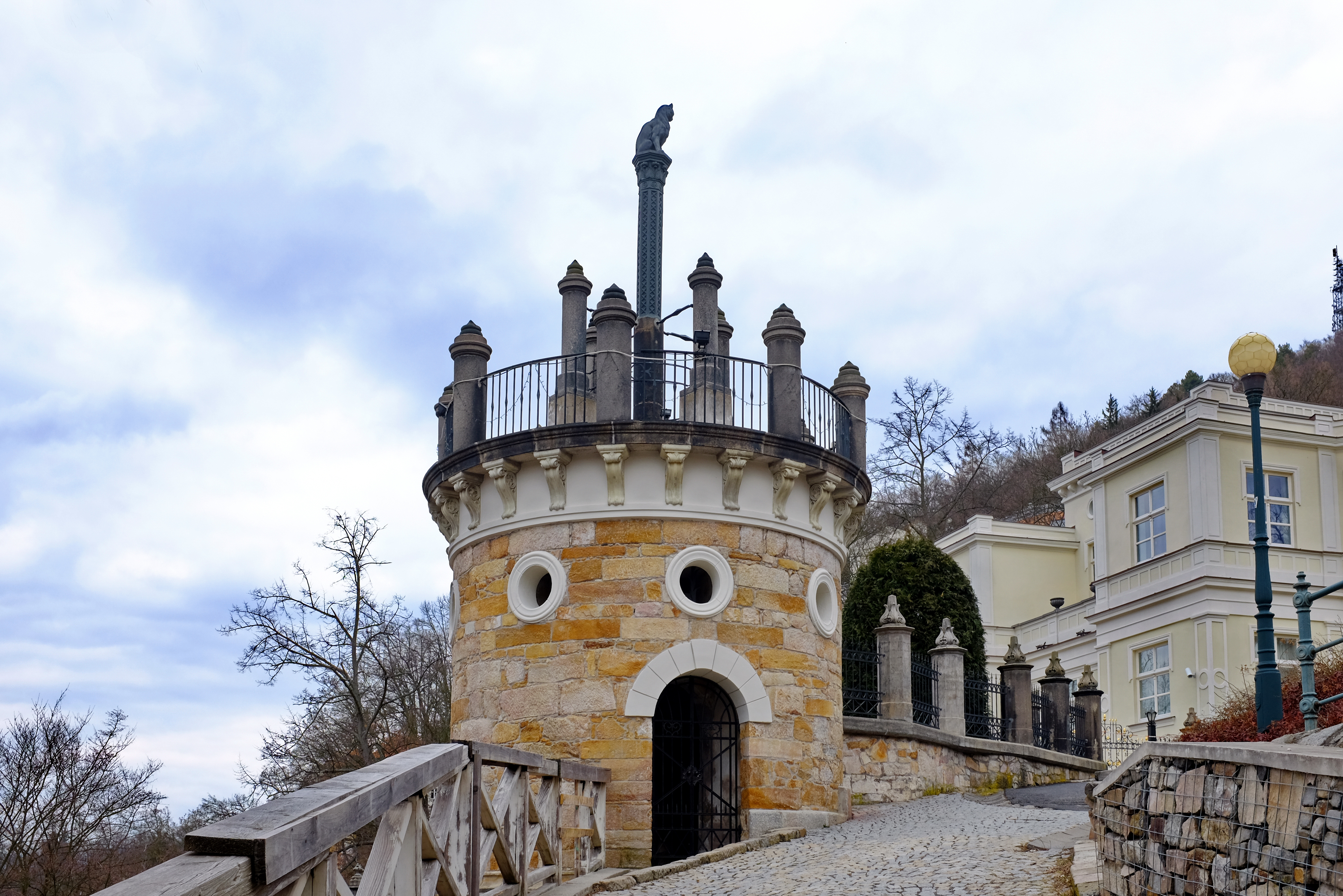
Rondel s kočkou u Vily Lützow, 2018

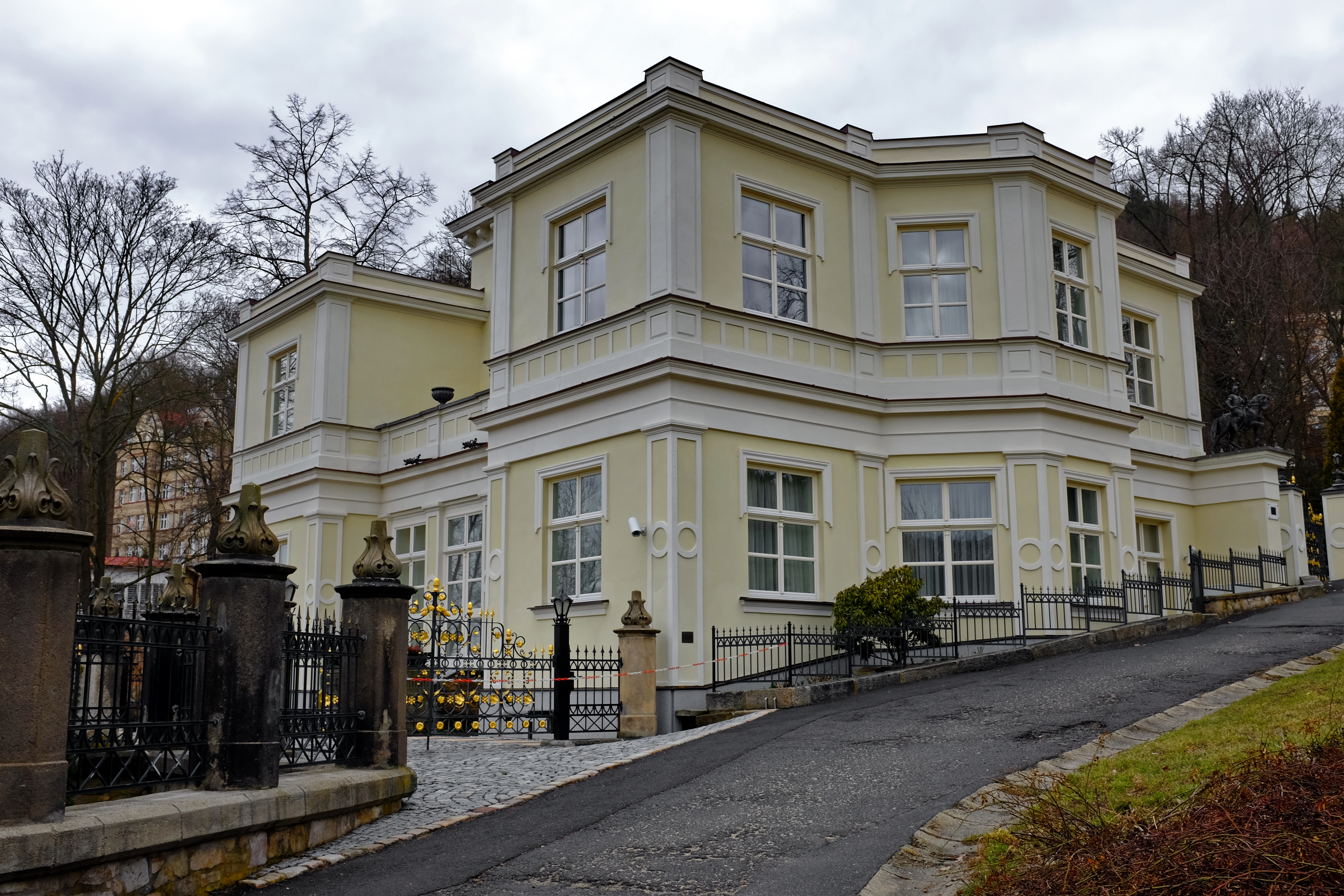
Vila Lützow, 2018

Nechal postavit řadu objektů, mnohé pak věnoval městu.

### Vily
- Vila Lützow – baron si v letech 1853–1854 v Karlových Varech nechal postavit vilu karlovarským stavitelem Johannem Knollem, patrně podle projektu berlínského architekta. Originální plány se však nezachovaly a autorství stavby je tak nepotvrzeno.[4] Podle jiného zdroje si baron projekt na stavbu vily vypracoval sám.[5] Architektonickým řešením se vila vymyká všem tehdejším stavbám ve městě; dnes nese jméno svého zakladatele Vila Lützow.
- Vila Panorama – postavena podle plánů barona Lützowa
- Hubertusburg – vila ve svahu pod vrcholem Tří křížů

### Baron mecenáš
- V lese pod Třemi kříži nechal podle svých plánů postavit chudobinec Munifizentia, který bezúplatně převedl městu
- Věnoval tisíce zlatých na založení stezky v lázeňských lesích
- Zakoupil pro město pozemek pro zřízení evangelického hřbitova
- Podporoval mnohé dobročinné akce a pravidelně pomáhal chudým

### Plastiky Augusta Kisse
Baronův přítel, akademický malíř a sochař prof. August Kiss byl častým návštěvníkem lázní a baron si u něj objednal mnoho soch. Některé z nich zdobí město i v současnosti.
- Jelen – litinová socha v životní velikosti zhotovená před rokem 1851, původně stála na zahradě u baronovy vily, dnes umístěna za hotelem Richmond
- Kamzík – dutá socha odlitá ze zinku v roce 1851 (roku 1986 nahrazena bronzovou kopií zhotovenou karlovarským sochařem Janem Kotkem)
- Sochy zvířat rozmístěných v zahradě vily Lützow – býk, kůň, dva velcí sedící psi a Amazonka na koni bojující s panterem z let 1854–1855
- Kočka – socha z roku 1858 sedící na vysokém sloupu. Baron ji zde nechal umístit na protest proti radním, kteří mu nepovolili stavbu lanovky od jeho vily na kolonádu[2]. Podle jiného zdroje měla Kočka zesměšnit karlovarské radní za nepříliš povedenou sochu císaře Karla IV. v tehdejších městských zahradách[4]. Kočka se původně dívala ke středu města, později byla ale obrácena zadní částí k radnici.
- Hlava lvice – litinová plastika osazená v roce 1859 do skály na tehdejších Dorotiných nivách, dnes Slovenské ulici, věnovaná městu samotným sochařem Kissem; nápis „In dankbarer Erinnerung von Kiss aus Berlin. 1859“, tedy „S vděčnou vzpomínkou od Kisse z Berlína. 1859.“